# Зарайськ

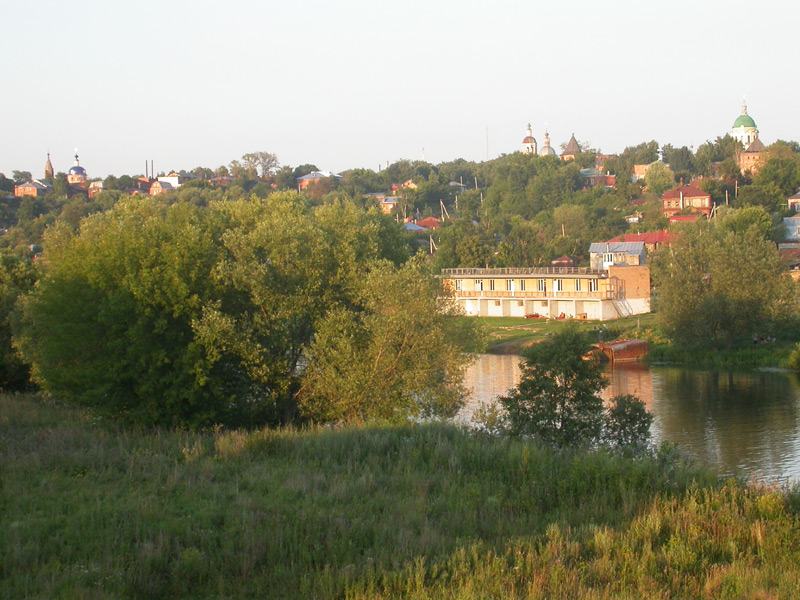
Зарайськ (фото літо 2005)

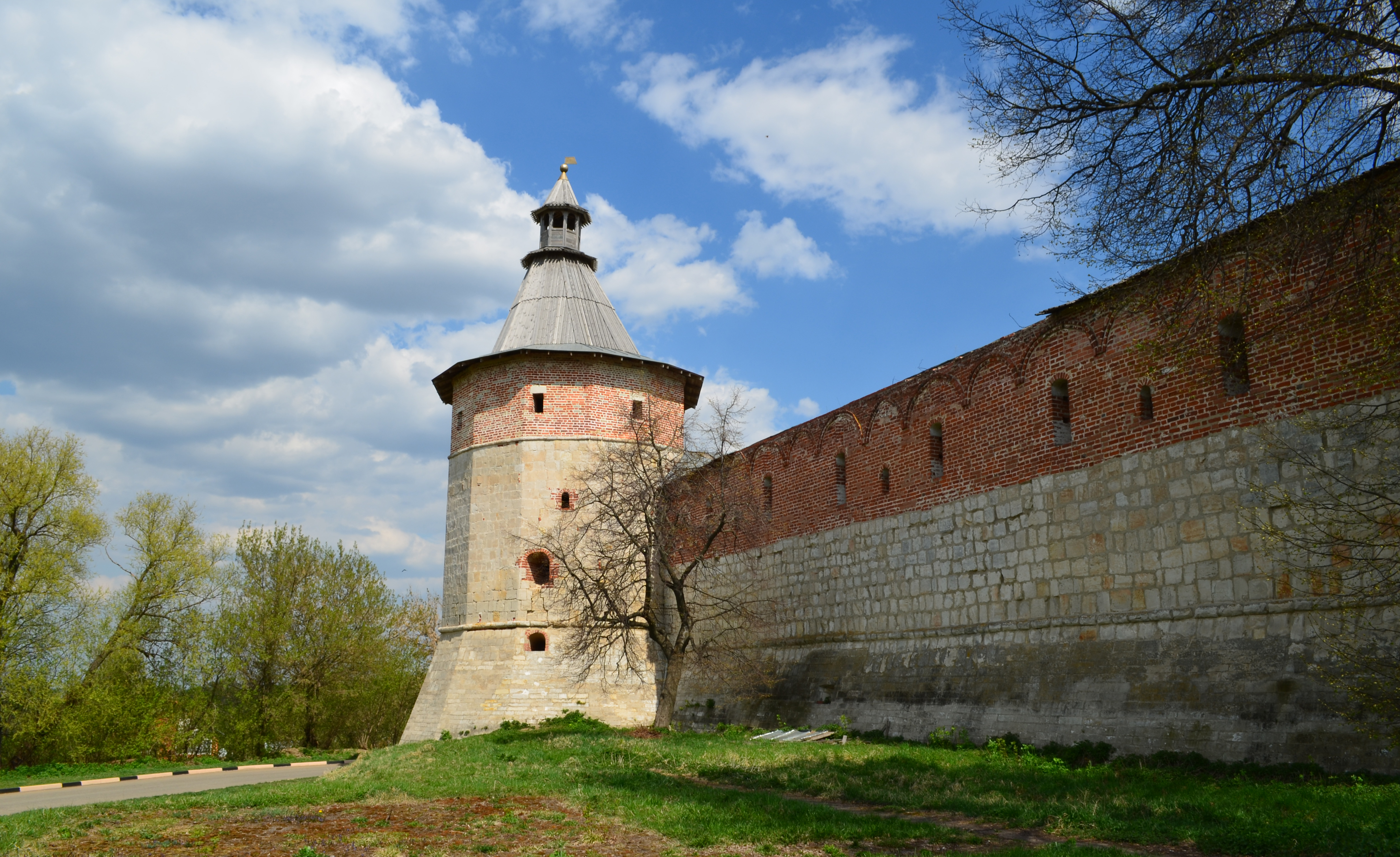
Кремль

Зара́йськ (рос. Зара́йск) — місто обласного підпорядкування в Московській області Російської Федерації. Районний центр.
Зарайськ розташувався за 162 кілометри на південний схід від Москви, на правому березі річки Осетр.

## Походження назви
Перша згадка належить до XII століття — як село Красне (тобто «Гарне»). Місто, що виникло на місці села, у «Списку руських міст далеких і близьких» згадується як Новгородокъ на Осетрѣ. З часом Новгородок перестав бути новим і в Никонівському літопису називається вже Осетръ. У першій чверті XVI століття в місті будують церкву на честь Миколая Чудотворця, прозвану «Микола Заразький» (Никола Заразской): за розташуванням в урочищі Зарази (за Тлумачним Словником Даля заразы — «пориті, нерівні, яристі місця»). Від церкви отримує назву й місто: у Розрядній книзі з 1539 по 1598 рік воно згадується як Никола Заразской (Зараской), у матеріалах XVII століття — городъ Николы Зараского, городъ Николы Чюдотворца Заразского. З 1625 р. вживаються простіші форми Заразской (Зараской) городъ, Зарасковъ, Зараскъ. У XVII ст. відмічається і перехід до сучасної назви Зарайск: Николы Зарайского протопопъ. Очевидно, заміна сталася внаслідок явної немилозвучності сполучення імені святого зі словом зарази, що має негативні конотації. У той же час як варіант Зарайск співзвучний з рай, що було особливо вдало в церковному контексті. У XVIII столітті вживається тільки назва Зарайск.
Існує легенда, яка пов'язує первісну назву Заразск з подіями, які трапились тут у 1237 році. Власником села Красного був князь Федір — син рязанського князя Юрія. У момент захоплення міста татарами дружина Федора Євпраксія, не бажаючи потрапити в полон, схопила свого маленького сина та викинулась з вікна свого високого терему і розбилась насмерть — «заразилась».

## Символіка
Зарайськ має власну символіку: прапор та герб.

## Історія
- 1237 р — Зарайськ спалили війська Батия.
- Перша чверть 16 ст. — приєднання до Московського князівства у числі інших Рязанських земель
- 1528 р. князь Василій ІІІ приймає рішення про будівництво кам'яної фортеці, яку кілька разів у 1533, 1541, 1544, * 1570, 1591 пробували штурмувати татари, однак він залишився неприступним.
- 1610 р. воєводою Зарайська став Дмитро Пожарський
- З 1778 р. Зарайськ став центром Зарайського повіту Рязанської губернії.
- 1860 р. велика пожежа знищила місто
- 1937 року — центр Зарайського району Московської області.
- У роки німецько-радянської війни територія Зарайського району була частково окупована німецькими військами.

## Транспорт
З Москви від станції метро «Вихіно» до Зарайська йдуть прямі автобуси. Зарайськ пов'язаний залізничною гілкою з магістраллю Москва — Рязань, однак пасажирські перевезення по ній не проводяться.

## Населення
| Рік  | Населення |
| ---- | --------- |
| 1595 | 444       |
| 1669 | 542       |
| 1711 | 1332      |
| 1776 | 2012      |
| 1790 | 3862      |
| 1804 | 4828      |
| 1842 | 6352      |
| 1905 | 7826      |
| 1913 | 8620      |
| 1916 | 8931      |
| 1959 | 20699     |
| 1970 | 23703     |
| 1979 | 26659     |
| 1990 | 27205     |
| 2002 | 25093     |
| 2010 | 24648     |
| 2020 | 22772     |

## Музеї, пам'ятки
- Історико-архітектурний, художній та археологічний музей «Зарайський кремль» був збудований 1528-1531, він розташований на плато при злитті річки Монастирки з Осетром. У його колекції знаходяться скульптура, живопис, предмети ужиткового і декоративного мистецтва, графіка Росії, Японії, Західної Європи, Китаю, роботи І. Рєпіна, Л. Бакста. У музеї є зразки російських та західноєвропейських меблів 17 — початку 20 століття.
- Будинок-музей скульптура А. С. Голубкіної[6]
- Троїцька церква (1776-1788) — у її будівлі ще з 1930-х років розташований Зарайський історико-художній музей
- Собор Йоанна Предтечі (1901-1904)
- Благовіщенська церква (1777-1825)
- Іллінська церква (1819-1835)
- Заїжджий двір (кінець 18 століття)
- Водонапірна вежа (1914)
- Земство (1910).

На жаль, чимало пам'яток міста були або розібрані, або згоріли за нез'ясованих обставин.

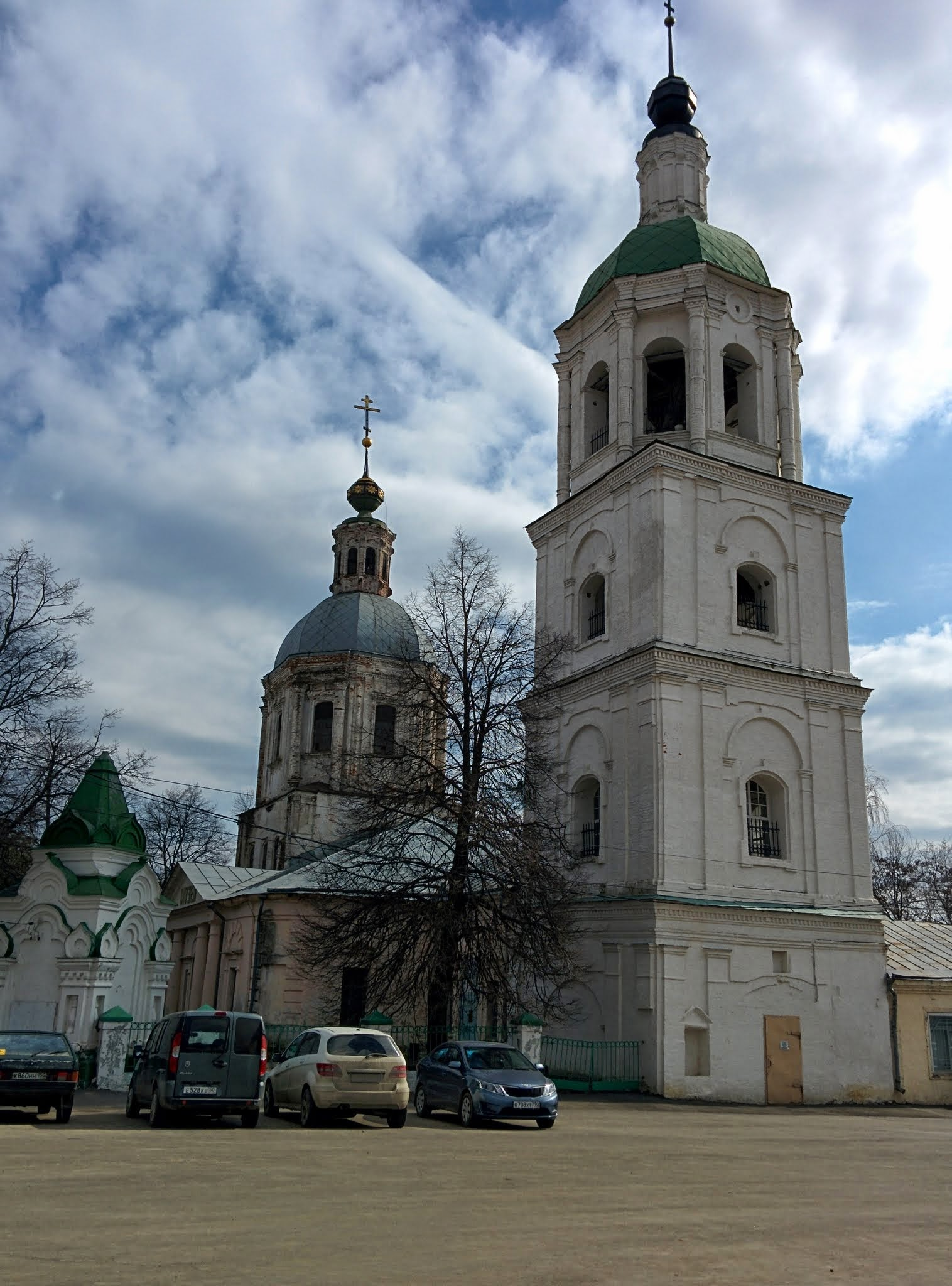
Зарайський історико-художній музей (колишня Троїцька церква)
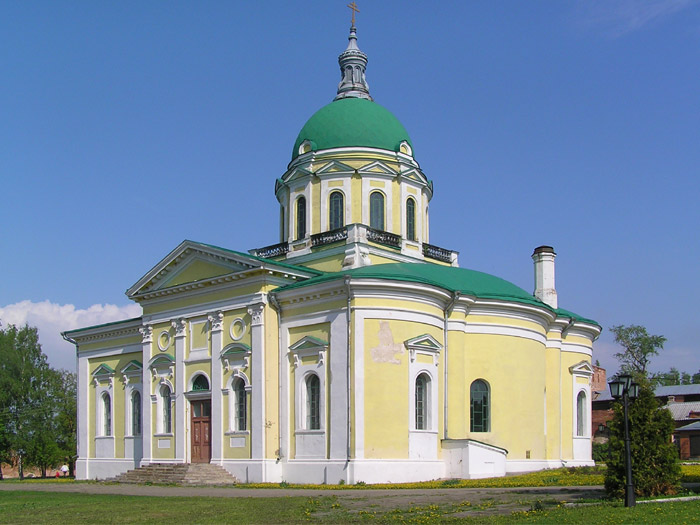
Собор Йоанна Предтечі
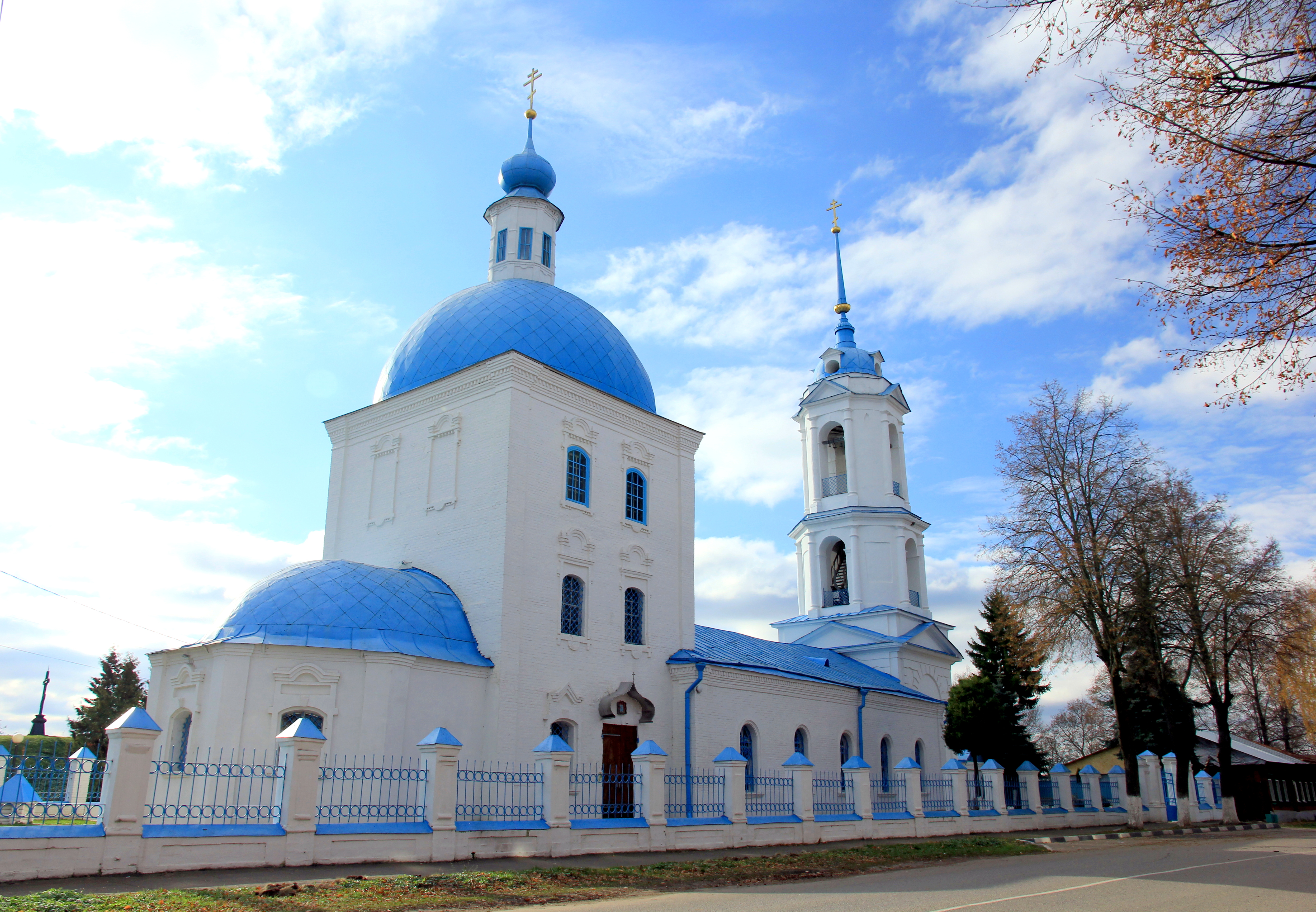
Благовіщенська церква
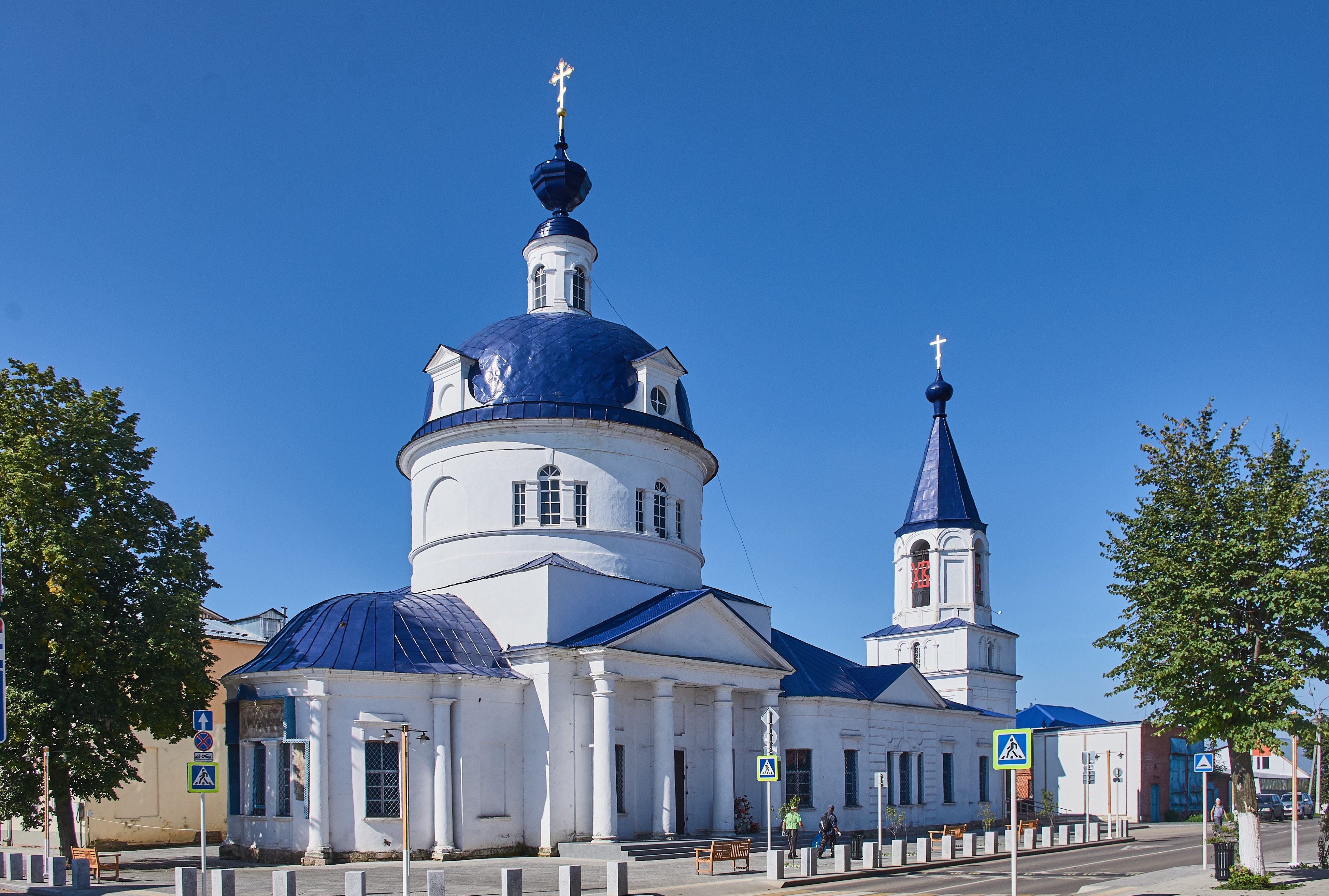
Іллінська церква
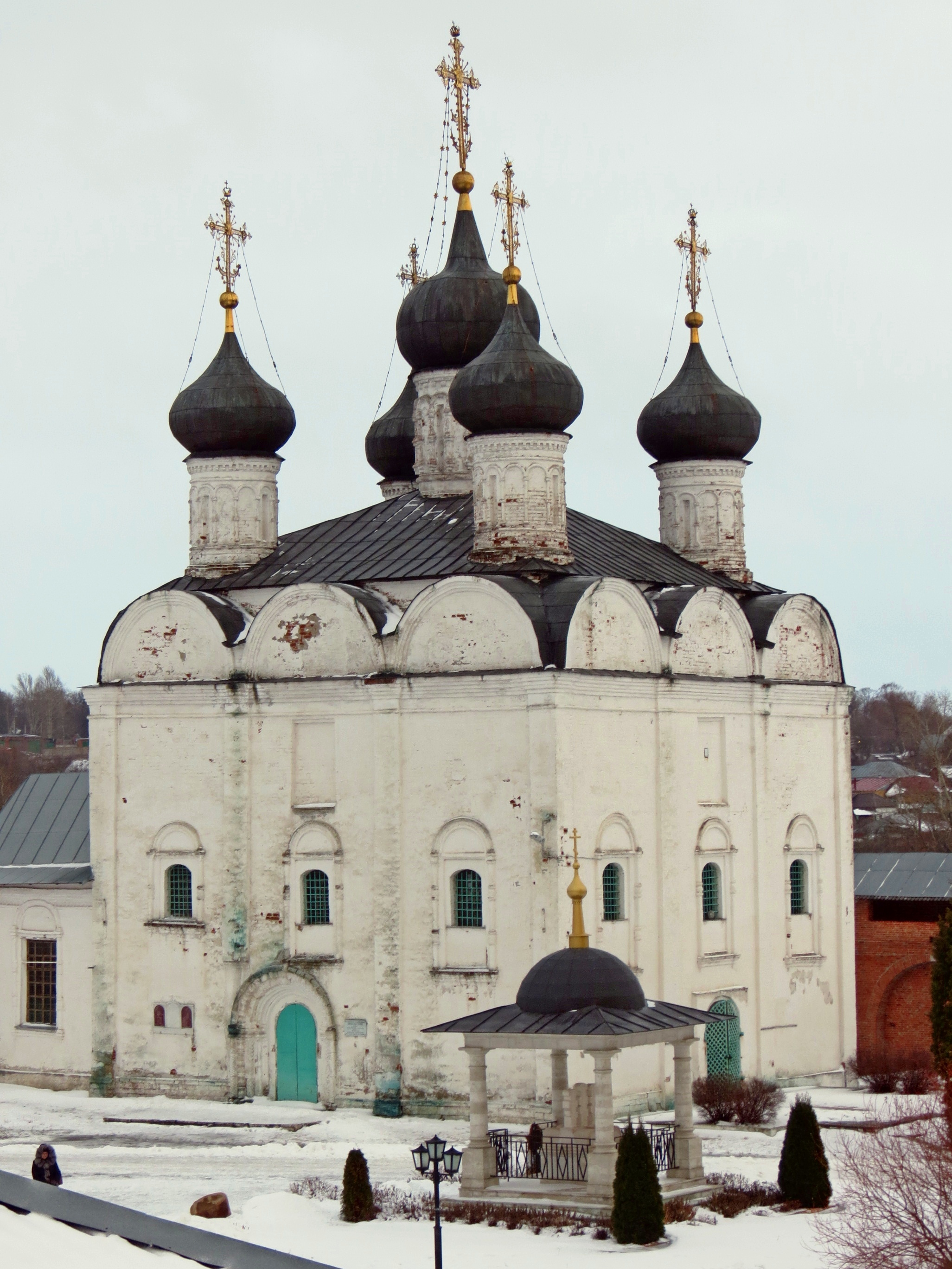
Собор Миколи Чудотворця
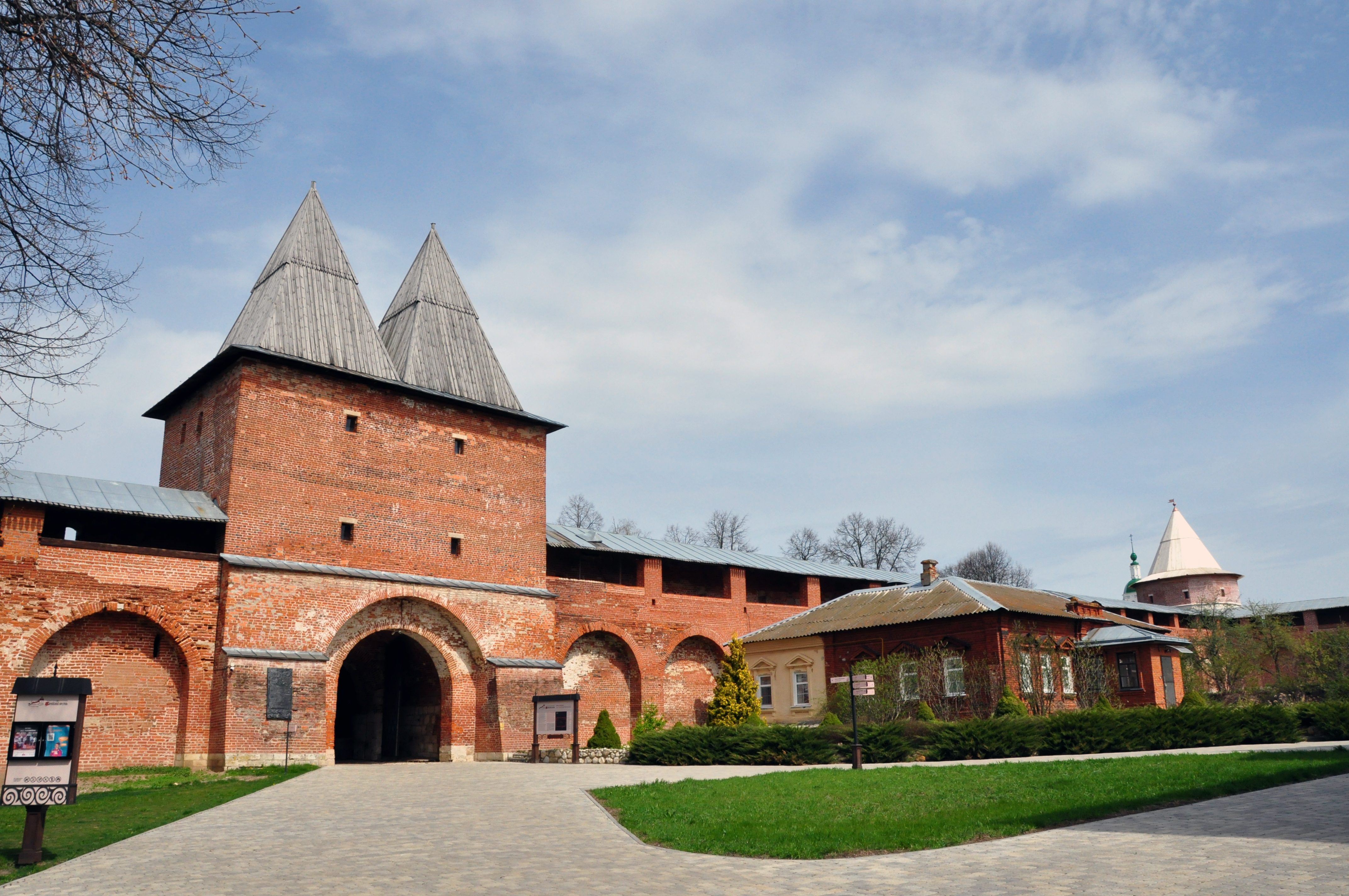
Вид на Микільську вежу Кремля
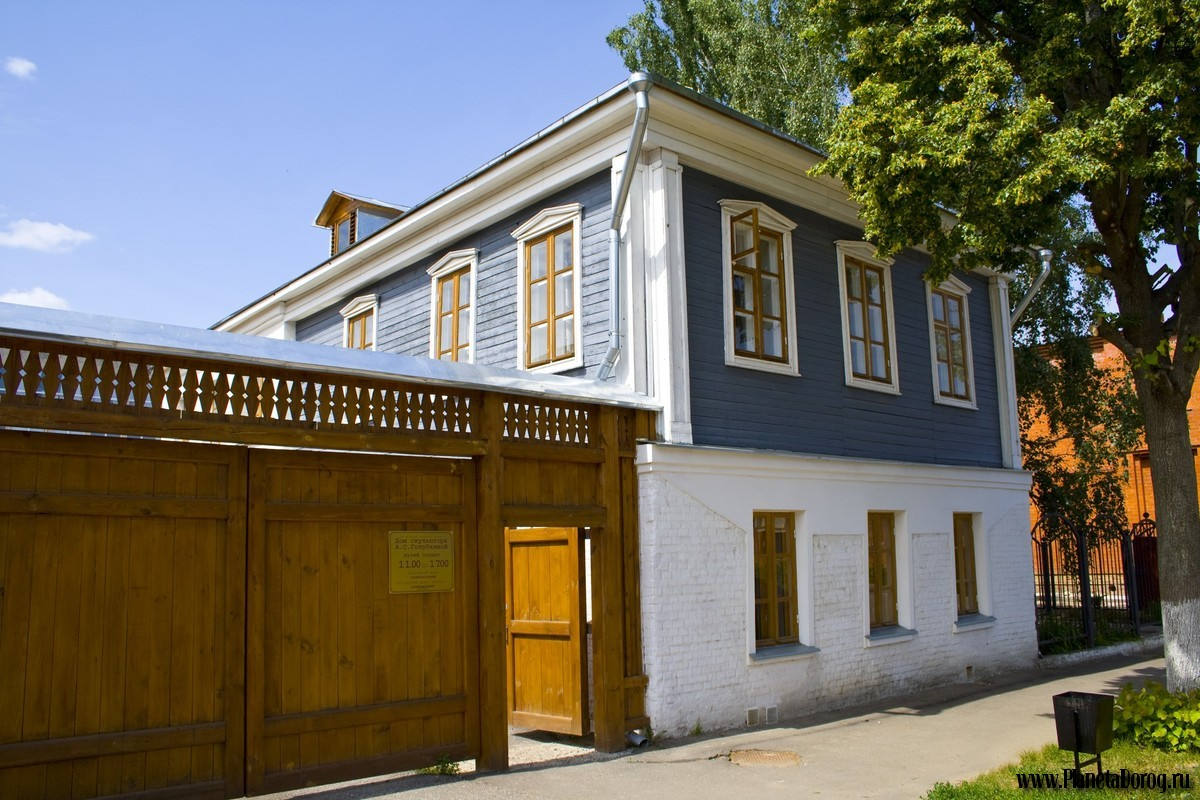
Будинок-музей скульптура А. С. Голубкіної
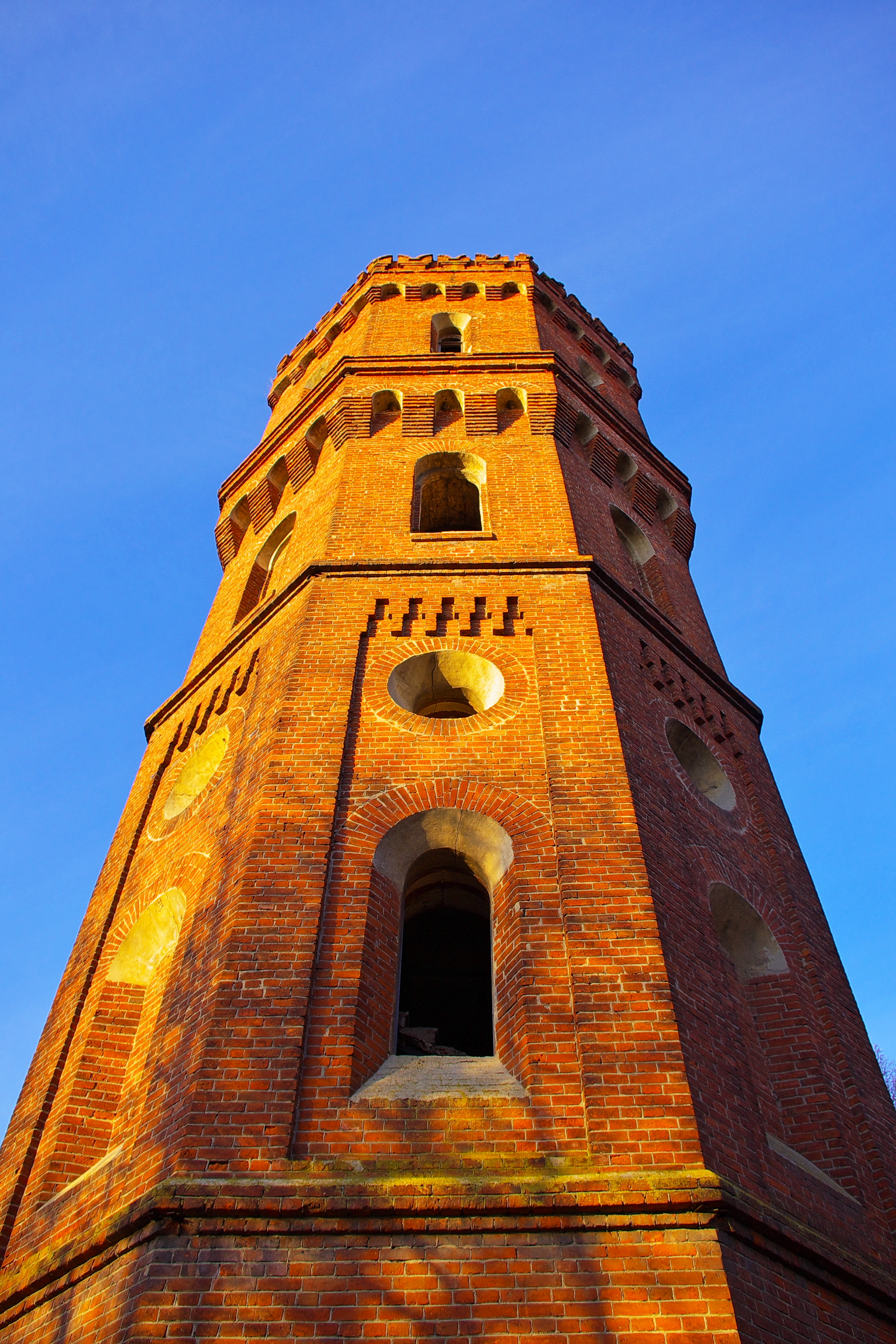
Водонапірна вежа, вид із східного боку

## Клімат
Зарайськ знаходиться в зоні помірного клімату, який поєднує в собі не тільки континентальні особливості, але й деякі морські риси. Найжаркіший місяць є липень, коли середньомісячна температура складає +19 °C. Найхолодніший місяць — січень, коли середня температура складає −11 °C. Середньорічна температура коливається в межах від +3,5 °C до +4,3 °C. У регіоні переважають вітри західних та південно-західних напрямків. У середньому за рік випадає 562,7 мм опадів. Найбільше дощів випадає в липні (65-67 мм), найсухіщим є лютий — 22-27 мм. Температурний мінімум у 43 °C був встановлений 17 січня 1940 року, а максимум у +36 °C зафіксований влітку 1960 року. У Зарайському районі відзначення підвищена активність смерчів які були зафіксовані у 1970, 1971, 1984, 1987, 1994, 1997 роках.

## Відомі постаті

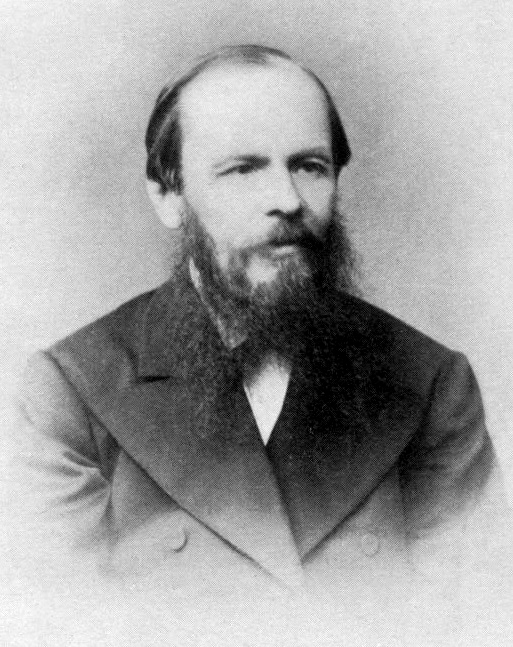
Федір Достоєвський

- Федір Михайлович Достоєвський — у селі Дарове знаходиться музей «Садиба Ф. М. Достоєвського»

- Федір Васильович Рум'янцев — актор і режисер, з 1992 року є актором і режисером Зарайського театру «Акторський дім Колібрі»
- Наталія Анатоліївна Рум'янцева — російська актриса і режисер театру «Колібрі»

Павло Дмитрович Никольський (1896—1943) — священик, якого Священний Синод РПЦ зарахував до числа новомучеників.

- У 1891—1895 роках у Зарайську під негласним наглядом поліції жив і працював письменник Григорій Мачтет.
- 1925 року в Зарайську народився письменник Микола Внуков.